# 北海道道568号船澗美国港線
北海道道568号船澗美国港線（ほっかいどうどう568ごう ふなまびくにこうせん）は、北海道積丹郡積丹町内を結ぶ一般道道（北海道道）である。冬期通行止め区間がある。

## 概要

### 路線データ
- 起点：北海道積丹郡積丹町大字美国町字船澗
- 終点：北海道積丹郡積丹町大字美国町字船澗（美国漁港）
- 総延長：7.117 km
- 実延長：7.101 km
- 重用延長：0.016 km

### 道路管理者
- 後志総合振興局 小樽建設管理部 余市出張所

## 歴史
- 1967年（昭和42年）3月31日 - 路線認定[1]。

## 路線状況

### 冬期交通規制
- 通行止め
  - 積丹町大字美国町字船澗（起点） - 積丹町大字美国町字船澗1528（ゲート）

区間延長：1.2 km

### 道路施設

#### 常設型ゲート
- ゲート（積丹町大字美国町字船澗1528）

## 地理

### 通過する自治体
- 後志総合振興局
  - 積丹郡積丹町

### 交差する道路
積丹町
- 国道229号 - 大字美国町字船澗

### 沿線にある施設など
積丹町
- 積丹町立美国小学校
- 積丹町立美国中学校
- 美国漁港